# Direction générale de l'Enregistrement
La direction générale de l'Enregistrement est une ancienne institution française ayant existé de 1801 à 1948.
La concentration des pouvoirs entre les mains du 1er Consul s'accompagne de la désignation, à chaque échelon de l'administration, d'un dirigeant unique, seul responsable de l'exécution de la mission. C'est la fin de la Régie de l'enregistrement et de sa direction collégiale, héritière de la Ferme générale. 
L'article 1 de l'arrêté du 20 septembre 1801  précise « Il y aura un directeur général de l'administration de l'enregistrement et des domaines... ». Ce texte marque ainsi le début de l'administration de l'Enregistrement qui durera jusqu'en 1948, date de la fusion des trois administrations fiscales qui donneront naissance à la direction générale des Impôts. 

## Une nouvelle gouvernance
Les nouvelles dispositions se caractérisent par la création d'un poste de directeur général, une réorganisation des services centraux et la création de l'atelier général du timbre.

### Le directeur général de l'enregistrement

#### Son statut
L'article 2 de l'arrêté fixe Ses attributions :
- Il dirige et surveille toutes les opérations,
- travaille seul avec le ministre,
- donne les instructions générales,
- fait former les états de produits et de versement à la caisse du Trésor
- Rend compte de ces opérations au ministre.

Par ailleurs il organise la division du travail entre les six administrateurs (article 4),  propose au Ministre les nominations aux postes de directeurs territoriaux et d'inspecteurs qui sont nommés par le Premier Consul. Le directeur général nomme à tous les autres emplois de l'administration (article 7)
Sa rémunération annuelle est de 25 000 F., il ne participe pas aux remises (article 9)

#### Charles Duchâtel ( 1751 - 1844 )1erdirecteur général
Charles Duchâtel est nommé directeur général par arrêté du Premier Consul du 20 septembre 1801. Ancien surnuméraire de la ferme générale en 1771, sous le nom de du Châtel de Saint Pierre, il est admis à travailler au bureau du contrôle des actes de Bordeaux. Nommé contrôleur en 1776, vérificateur l'année suivante et contrôleur ambulant à Paris en 1778. À la création de l'administration de l'enregistrement en 1780, il y est désigné pour remplir les fonctions de  premier commis dans les services centraux, puis est nommé sous-directeur de correspondance en 1782. Il déroule un brillant début de carrière dans la Ferme puis la Régie. En 1783, il est directeur des domaines corporels à Bordeaux. En 1791, il est nommé directeur de l'enregistrement à Bordeaux. Prudemment, il transforme son nom en Duchâtel, patronyme qu'il gardera par la suite. Révoqué en 1793, en raison de ses origines nobles, il échappe aux poursuites et ne réapparaît qu'après le 9 Thermidor. Élu député de la Gironde au conseil des Cinq-Cents, il y siège  d'octobre 1795 à mars 1799. C'est à ce titre qu'il fait préparer et aboutir la loi du 22 frimaire An VII portant réforme des droits d'enregistrement. Réintégré dans la Régie, il occupe un poste de régisseur, puis est nommé Conseiller d'État par Bonaparte fin 1799 avant d'occuper le poste de directeur général. Il occupe ces fonctions jusqu'en 1815 et en est écarté par Louis XVIII au début de la Seconde Restauration.

#### La restauration de l'autorité
Fortement perturbés sous la Convention et plus encore sous le Directoire, les directions territoriales n'avaient pu maintenir rigueur et discipline dans les services. L'une des premières tâches que s'assigne Duchâtel est d'y porter remède. Ses premières instructions concernent la discipline générale. La circulaire No 14 (page 389) du 14 frimaire An X enjoint aux directeurs de rendre compte par trimestre des qualités personnelles et de la conduite de chacun des employés. Les inspecteurs doivent rendre pareil compte des receveurs et surnuméraires à la fin de chaque tournée. Les vérificateurs rendent le même compte en quittant le bureau, les receveurs doivent fournir des notes trimestrielles sur les surnuméraires de leur bureau.
S'agissant de l'exactitude le directeur général se fait menaçant « L'exactitude est une des principales qualités des fonctionnaires. Je les préviens que ce sera désormais ni par lettre de rappel, ni par la privation d'une portion de traitement ni même par la suspension de leurs fonctions que l’administration manifestera son mécontentement à ceux qui auront retardé  par négligence des opérations générales... »
Jugeant les dispositions de la loi du 14 août 1793 trop laxiste, Duchâtel fait prendre au ministre des finances un arrêté le 1er octobre 1803 qu'il reproduit dans l'instruction Générale No 170 du 24 octobre suivant.« La salaire ne peut être que le prix du travail » (page 194). La mesure qui prévoyait le maintien du salaire pendant les 15 premiers jours d'absence est donc rapportée. Tous les congés sont à l'avenir signés par le directeur général. La demande de congés est entourée d'un formalisme très strict, tant sur les causes, la durée et le lieu où l’appellent ses affaires. Les congés de maladie ne sont accordés que sur productions de justificatifs médicaux. Les abus constatés seront sévèrement réprimés. Toutefois l'employé qui se trouverait trop indisposé est autorisé à quitter son service après avoir prévenu ou fait prévenir son directeur. « L'administration reconnaîtra toujours que les circonstances commandent en pareil cas » (page 197).
Cette discipline de fer restera une constante du fonctionnement de l'administration de l'enregistrement, mais elle nécessitera, tout au long des XIXe et XXe siècles des rappels périodiques. À titre d'exemple, cette question des congés ne donnera pas lieu à moins de 5 Instructions ou circulaires entre 1803 et 1834.

### Les services centraux
« il y aura (…) huit administrateurs, dont deux spécialement destinés à faire des tournées extraordinaires d'après les ordres particuliers du Ministre des Finances » ; l'article 1 de l'arrêté du 20 septembre 1801 définit la composition de l'équipe des collaborateurs directs du directeur général placés sous son autorité. Tous les administrateurs sont choisis parmi ceux qui dirigeaient l'ancienne Régie. Cinq d'entre eux avaient été nommés par Louis XVI à la tête de la régie de 1780. À l'exception d'Edme Bochet, ancien directeur du domaine corporel de Lille, tous avaient été directeurs de correspondance dans l'administration des domaines et droits domaniaux créée en 1780.
Duchâtel met en place 6 divisions par matière et 6 divisions pour la suite des affaires avec une compétence géographique par département ; Raymond Gabriel Ginoux et Charles Antoine Hourrier Eloy sont chargés des tournées.
Les 6 autres administrateurs sont :
- Jean Baptiste Chardon-Vanieville
- Jean Baptiste Poissant
- Edme-Hilaire Garnier-Deschênes
- Edme Bochet
- Pierre Louis Lacoste
- François Marie Barrairon.

La répartition de leurs attributions ne fut pas sans créer des hésitations: ce sera l'objet de l'instruction No 1 que d'y porter remède (page 10).  Elle sera suivie de plusieurs autres instructions tout au long de la direction de Duchâtel.
Leur rémunération mensuelle minimum est inchangée, soit 1 200 F. Ils participent aux remises sans que leur rémunération totale puisse dépasser 1 800 F.

### L'atelier général du Timbre
Avant cette création, chaque directeur départemental faisait lui-même apposer les empreintes du timbre sur des papiers dont il faisait l'achat sur adjudication. Coûteux en agents, peu performant, ce dispositif était très onéreux. L'arrêté d’application du 7 fructidor An X (25 août 1802) centralise la fabrication à Paris dans un atelier général du timbre, placé sous la surveillance directe de l’administration de l’enregistrement. Il fournit également le papier registre pour les services d’état civil ou les services judiciaires, et les papiers d’identité. L'Atelier général fonctionnera jusqu'en 1975, les fabrications à caractère fiscal ayant été transférées le 1er janvier 1974 à  l'Imprimerie des timbres-poste de Périgueux.

## Le resserrement des missions
Il est lié à la mise en place de la Régie des contributions directes et la Régie des droits réunis. Avant que ces deux administrations ne soient pleinement opérationnelles, la Régie, puis la direction de l'enregistrement opéraient le recouvrement  de certains impôts directs et indirects. L'administration de l'enregistrement  sera ainsi amenée à se recentrer sur l'imposition des faits juridiques avec pour support la loi du 22 frimaire An VII, les droits de timbre, la gestion de la publicité foncière, le Domaine, amputé de la gestion des  forêts confiée à une nouvelle administration par la loi du 16 nivôse An IX. Ce mouvement se fera sans résistance apparente de la direction de l'enregistrement. Duchâtel, à l'origine de la réforme de frimaire, saluée par tous les juristes ne pouvait y trouver que des avantages. Par contre, tout au long de son existence, cette administration résistera par tous les moyens à toutes les mesures qui pouvaient compromettre le maintien sous son autorité des conservations des hypothèques, y compris le recours au cadastre pourtant de nature à améliorer l'identification des biens. 

### Les impôts directs
La contribution foncière (décret du 1er septembre 1790)et la contribution mobilière personnelle (13 janvier 1791) )qui comprend une imposition équivalant à 3 journées de travail et un supplément pour la disposition de signes extérieurs de richesse (domesticité, chevaux, mulets, etc.) étaient des impôts de répartition dont les produits étaient répartis jusqu'au niveau de la commune et levés sur la base de rôles établis par les municipalités. Initialement, survivance surprenante du passé, leur recouvrement avait été mis en adjudication au niveau de chaque commune. le résultat de l'adjudication désignait le receveur qui devait reverser le montant de ses perceptions sous déduction des remises accordées.
L'Agence des contributions directes est créée par une loi du 22 brumaire An VI, elle est mise en place progressivement au cours des deux années suivantes . Elle assure l'assiette des impôts fonciers et personnels (mobilière et contribution des portes et fenêtres).  
Un décret du 2 mars 1791 avait institué la patente destinée à atteindre les revenus du négoce et de l'industrie. C'est un impôt déclaratif qui est payé à la caisse du receveur de l'enregistrement chargé de liquider et de percevoir l'impôt. À compter de l'An IX, les contrôleurs des contributions directes sont chargés de la confection des rôles de patente, les receveurs de l'enregistrement ne conservant que l'encaissement de l'impôt. Un arrêté de l'An X, confie le recouvrement de la patente aux percepteurs des contributions foncières et personnelles qui sont invités à soumissionner le recouvrement de cet impôt. Cette procédure de soumission est abandonnée et à partir de l'An X progressivement sont créés des postes de receveur des contributions dans tous les cantons, chargés du recouvrement des impôts personnels et de la patente...

### Les impôts indirects
Le Directoire avait été amené, en catimini, pour faire face au déficit budgétaire à rétablir les impôts indirects. Une loi du 24 fructidor An V (10 septembre 1797) avait établi une taxe sur l'entretien des routes. Les fonds recueillis par les préposés aux barrières au receveur de l'enregistrement du lieu de perception. Violemment contestée cette taxe subsista jusqu'en 1806; mais à partir de septembre 1803, la centralisation des recettes fut confiée à la Régie des droits réunis créée quelques mois auparavant et qui deviendra la direction générale des Contributions indirectes. Outre la taxe d'entretien des routes cette nouvelle administration assure l'assiette et le recouvrement des taxes sur les cartes à jouer, taxes sur les messageries, droits de garanties sur les matières d'or et d'argent, la taxe sur la fabrication des tabacs, créée par la loi du 22 brumaire An VII (12 novembre 1798). 
À partir de 1804, les trois administrations fiscales sont en place pour près de 150 ans. Une hiérarchie, à tout le moins sociale, s'établit entre les trois administrations. L'enregistrement, par la technicité de ses missions, l'origine sociale de ses personnels en constitue l'aristocratie, les contributions directes, par la nouveauté de leurs tâches, leur origine très récente  en sont la nouvelle classe bourgeoise, les contributions indirectes, par la nature essentiellement matérielle (les rats de cave) de leurs tâches, leurs pouvoirs de police en sont les plus craints mais aussi les moins respectés.

## Le temps des certitudes
Avant la création de l’Agence des contributions directes en 1796 et la Régie des droits réunis la Régie de l’enregistrement était chargée du recouvrement des taxes foncières et mobilières et des divers droits indirects qui avaient par nécessité été rétablis en catimini par le Directoire. L’administration de l’enregistrement, qui avait toujours considéré ces missions de recouvrement comme accessoires et n’avait jamais cherché à en contrôler l’assiette sera ainsi amenée à se recentrer sur sa mission de contrôle des faits juridiques avec pour support la loi du 22 frimaire An VII, les droits de timbre, la gestion du domaine amputé des forêts confiées à une nouvelle administration par la loi du 16 nivôse An IX. 
Ce mouvement de repli, qui pourtant lui sera fatal, se fait sans résistance apparente de la nouvelle direction de l’enregistrement. Son premier directeur général, Duchâtel, à l’origine des réformes de l’enregistrement et du timbre, est essentiellement préoccupé par la remise en état des services territoriaux et centraux de sa direction, fortement perturbés sous la Convention et plus encore sous le Directoire. Il se replie de bonne grâce sur le cœur historique des missions des instances qui ont géré les droits d’enregistrement.
Pendant tout le XIXe siècle et pratiquement jusqu'au début du premier conflit mondial, la direction de l'enregistrement se repose sur ses acquis en faisant preuve d'un conservatisme reposant sur cette certitude d’être l'élite de l'administration. En 1914 c'est toujours la législation de l'An VII, à peine retouchée qui est encore appliquée, par une administration qui a encore rigidifié ses schémas de commandement sur un personnel, soumis à un contrôle de plus en plus étroit  qui, dans le strict respect de la tradition et des usages anciens, en assure, sans marges de manœuvres, la mise en œuvre.
Les dirigeants successifs ont oublié qu'une administration, à l'image d'un organisme vivant, doit s'adapter aux exigences de son milieu et s'est enfermée dans ses certitudes et installé dans une forme stable dont elle ne concevait pas qu'elle puisse évoluer. Les bouleversements du siècle sont pourtant particulièrement importants. D'un pays exclusivement agricole, la France devient un pays industriel avec l'application de la vapeur à l'industrie, le chemin de fer, le développement de la sidérurgie, le moteur électrique qui se généralise à la fin du XIXe siècle  dans les ateliers et les usines. C'est la bourgeoisie triomphante, issue de la révolution qui détient les clefs de cette révolution industrielle, car elle seule dispose des ressources financières pour financer les investissements de plus en plus lourds à partie de la seconde moitié du XIXe; mais un large part des rentiers demeure passive face aux besoins de l'industrie et s'attache avant tout à la préservation de son capital. Le conservatisme de la direction de l'enregistrement leur convient. 
« L'administration de l'enregistrement est sortie toute armée des entrailles de la Révolution » ces propos du directeur général Ernest Boulanger que Massaloux  rapporte dans son ouvrage sont la marque de cette certitude qu'aucune retouche ne peut être apportée aux lois de l'An VII et que toute innovation en la matière est une hérésie. Quand la loi du 25 février 1901 réforme la perception des droits d'enregistrement, il paraît que les chefs de bureaux voulaient mettre en berne le drapeau du ministère des finances. Cette anecdote traduit bien l'état d'esprit de la direction générale

### La norme juridique
De l'accroissement des besoins de capitaux sont nés une multitude d'organismes nouveaux pour les gérer, compagnies d'assurances, de crédits; d'exploitation sous des formes sociales nouvelles, des contrats nouveaux  et des opérations totalement inconnues jusque-là. La direction de l'enregistrement n'a pas su en coordonner l'intégration dans la législation fiscale qui s'est faite sans elle, sous l’impulsion des besoins du Trésor par des lois « Abordées à la hâte et avec cette fiévreuse ardeur qui est un défaut les plus saillants de notre époque, elles n'ont pas manqué de porter atteinte, les unes aux principes de la perception, les autres aux tarifs et toutes à l'unité et à la simplicité de la loi du 22 frimaire et ont jeté une regrettable confusion dans des dispositions fondamentales. »  Ces propos tenus par un ancien employé des domaines dans un ouvrage de 1882, sont la parfaite illustration du conservatisme forcené dont fera preuve la direction de l'enregistrement jusqu’à sa disparition en 1948.
Sous le Consulat et l'Empire les lois de l'enregistrement et du timbre ne sont pas modifiées. La monarchie restaurée n'avait pas le même respect pour ces monuments de la législation. Pour faire face à la dette imposée à la France par les vainqueurs de l'empire, la loi de finances du 28 avril 1816 procéda à une augmentation généralisée des impôts  dont les droits d'enregistrement  la cohérence de la loi de frimaire est toutefois entamée par diverses exonérations au bénéfice des émigrés, des fabriques, congrégations et séminaires.
Les textes ayant une incidence sur l'imposition des faits juridiques sont nombreux mais relèvent tous d'une grande prudence. ils obéissent à deux motifs principaux, d'une part procurer des ressources complémentaires au trésor, d'autre part appréhender des faits juridiques nouveaux . Mais elles se font sans, voire contre, la direction générale de l'enregistrement. 
C’est dans cet univers figé que le nouveau régime hypothécaire va évoluer tout au long du XIXe siècle avec pour seul bouclier un statut ambigu qui fait du conservateur un Janus tout à la fois au service de l’intérêt particulier et le garant de la bonne exécution d’un service d’intérêt général et pour seuls instruments tout à la fois des règles de droits perpétuellement contestées par les juristes et les praticiens et une organisation des travaux  lourde et archaïque qui n’évoluera pas avant la fin du premier conflit mondial. La position de principe sur le recours aux données cadastrales est la parfaite illustration de ce conservatisme. « Le cadastre ne décrit que les faits existants, Il constate la possession, mais il ne constitue pas le droit»
Ou l’on entend conserver au cadastre sa nature purement administrative et alors il est impossible de l’adopter pour base du régime hypothécaire, qui ne peut reposer que sur des titres authentiques, ou si l’on veut fonder le régime hypothécaire sur l’authenticité du cadastre il faut réformer sa base, procéder à un abornement général dont le coût, s’il ne devait avoir pour but que l’amélioration du régime hypothécaire, serait une dépense injustifiée de la puissance publique dans le seul intérêt des particuliers.
Le recours au cadastre serait un retour au terrier du XVIe siècle  et « ce serait se jeter dans une carrière indéfinie d’innovations impraticables, qu’on abandonnerait un régime hypothécaire, établi depuis 50 ans, et qui, malgré ses imperfections, a pu s’approprier dans la pratique à la situation de la propriété et aux besoins du crédit foncier »
On ne peut être plus clair, le recours au cadastre y compris pour améliorer la désignation des immeubles est inconcevable et cette opinion qui prévaudra bloque l’évolution du régime hypothécaire pour près d’un siècle supplémentaire.
Une telle position de principe de la part de son autorité de tutelle paralyse l’organisation des tâches dans les conservations. La direction de l’enregistrement enferme les conservateurs dans une manutention sclérosée et en tire argument pour justifier son immobilisme après avoir souligné l’importance de leur responsabilité personnelle et le peu de litiges dont leur mission fait l’objet elle affirme « Ces heureux résultats sont dus au choix judicieux des préposés aux fonctions de conservateur, à l’aptitude particulière des employés de l’enregistrement à remplir ces fonctions, à l’organisation administrative qui permet de soumettre les bureaux des hypothèques à d’actives et fréquentes  vérifications ; enfin aux soins persévérants de l’administration à maintenir l’ordre et l’uniformité dans la manutention hypothécaire. L’expérience semble ainsi avoir prouvé que la loi qui a confié à l’administration de l’enregistrement la conservation des hypothèques ne pouvait remettre en des mains plus sures cette importante attribution.»
L’essentiel est bien là, la direction de l’enregistrement met tout en œuvre pour contrecarrer toute initiative de nature à entamer son autorité sur la fonction ; quand bien même les mesures d’ordre qu’elle prend ne laisse plus d’espaces de liberté et de marges de manœuvres à ses préposés.

### La gestion des personnels

#### Les surnuméraires
L'accès aux fonctions de receveur passe par le surnumérariat  qui est une véritable école de patience et d'obéissance.
L’accès à la fonction de receveur  est une épreuve de longue haleine, jalonnée d’examens, de contrôles et de mois, voire d’années, de patience. Dès la postulation pour passer les épreuves d’admission les intéressés devront fournir, établie par les autorités locales une attestation qu’ils sont de bonnes vie et mœurs et toutes justifications utiles démontrant qu’ils possèdent directement ou par les biens de leur famille les ressources nécessaires pour assurer leur subsistance pendant la durée de leur surnumérariat et pour fournir un cautionnement de 3000 F lors de leur nomination en qualité de receveur.
Ils doivent se présenter à la direction locale et rédiger leur demande sous les yeux du directeur, sans le secours d’aucun projet écrit ou de dictionnaire pour vérifier l’orthographe. Cette première épreuve permet d’éliminer les candidats ayant une mauvaise écriture ou une mauvaise rédaction.
C’est le directeur général qui décide de l’admission éventuelle au stage préparatoire dans les bureaux. Les postulants admis au stage préparatoire sont immédiatement employés dans un bureau qui leur sera notifié par l’administration et où ils sont invités à travailler assidûment.
Chaque directeur classe ses postulants, ayant plus de cinq mois de travail effectif en bureau, par ordre de mérite et en adresse la liste, sur sa demande, à l’administration centrale accompagnée d’un rapport motivé sur chaque candidat. Le directeur général décide de ceux admis à se présenter à l’examen d’admission.
Les épreuves d’admission comportent une partie orale, à caractère professionnel portant sur l’organisation et l’administration, les devoirs des receveurs et des questions techniques sur les principes généraux du droit civil, l’enregistrement et le timbre.
La partie écrite est très complète, page d’écriture, sur papier non réglé, sans correction possible, ni secours de quelque document que ce soit, la même page étant recopiée « à main posée », analyse grammaticale d’une partie de ce texte, épreuves de calcul diverses, confection d’états et d’un tableau, rédaction d’une lettre ou d’une note sur un sujet donné, divers calculs de droits et enregistrement d’un acte. 
Les candidats retenus continuent à travailler dans les bureaux, la situation des recalés est réglée de manière différenciée, tous les candidats âgés de plus de 25 ans et ceux dont c’est le deuxième échec sont définitivement rayés de la liste des postulants et doivent cesser d’être admis à travailler dans les bureaux.
Les candidats agréés sont inscrits sur un tableau tenu par l’administration centrale. Ils ne sont pas pour autant surnuméraires et ne peuvent se présenter à l’examen de première année, ils concourent pour les postes de surnuméraires en principe dans l’ordre de la liste d’admission. La durée des études est de trois ans elle sera ramenée à deux ans en 1877. Chaque année est sanctionnée par un examen.  Les privilèges et hypothèques, les salaires du conservateur et sa responsabilité constituent le cœur de la dernière année d’enseignement et du dernier examen. Le tableau de classement est modifié à l’issue des résultats de chaque examen en fonction des résultats et des appréciations portées par les employés supérieurs sur le travail et la conduite des candidats. Les surnuméraires n’ont pas d’emploi déterminé, en théorie ils doivent participer à toutes les tâches du bureau, des plus simples au plus compliquées dans une progression en rapport direct avec les programmes de leurs examens annuels. Depuis la loi de ventôse An VII (article 12) le surnuméraire le plus ancien du bureau peut être appelé à assurer l’intérim du conservateur des hypothèques, à défaut de vérificateur ou d’inspecteur de l’enregistrement disponible dans le département.
Les surnuméraires ne sont pas rémunérés sauf s’ils sont chargés d’intérim. Dans cette hypothèse ils perçoivent une partie des remises du titulaire. Il faut attendre 1893 pour que soit mise en place une rémunération annuelle de 600 f. pour les 100 surnuméraires les plus anciens. Cette disposition marque un tournant dans l’approche de l’administration qui dès 1800 est sur une logique de recrutement de jeunes gens instruits appartenant à des familles sinon riches du moins suffisamment aisées pour permettre  l’entretien pendant plusieurs années du surnuméraire  puis son installation en qualité  de receveur et son cautionnement ; alors qu’en 1893 la mesure est prise aux fins de « faciliter aux jeunes gens peu fortunés l’accès à la carrière »
Le surnumérariat est une école de discipline et de soumission, tous ceux qui ne peuvent s’y plier quittent l’administration sans y être employés à l’image de Stéphane Mallarmé, fils du conservateur de Sens, qui qualifiera son passage comme surnuméraire de « premiers pas dans l’abrutissement »
À l’image de ce qu’en dit Balzac « … le surnumérariat est, pour l'administration, ce que le noviciat est dans les ordres religieux, une épreuve. Cette épreuve est rude. L’état y découvre ceux qui peuvent supporter (...) le travail sans s'en dégoûter et dont le tempérament acceptera (...) la maladie des bureaux. De ce point de vue, le surnumérariat, loin d'être une infâme spéculation du gouvernement pour obtenir du travail gratis, serait une institution bienfaisante... »
Mesurer la nature des rapports, souvent ambigus entre les conservateurs et leur administration de tutelle implique de bien garder en tête ce parcours initiatique obligé auquel ils ont tous été contraints avant même le plus souvent l’âge de 18 ans

#### Les Receveurs
Dès la publication en 1791 du décret relatif à l’organisation de la Régie ce principe de soumission est affirmé à l’égard de tous les personnels « l'ancienneté des services sera un titre de préférence, pour les places vacantes, mais seulement pour ceux dont il aura été toujours rendu les comptes les plus avantageux »
Les Ordres de la Régie sont publiés l’année suivante. C'est une compilation de la loi du 27 mai 1791, des autres textes relatifs à son fonctionnement et des diverses instructions de la Régie qui en 131 pages et 245 articles règle très précisément les fonctions et le rôle de chaque catégorie d'emplois des services extérieur.. Pas moins de 88 articles sont consacrés aux fonctions de Receveurs dont toute l’activité, au plus infime détail près, est réglementée. Non seulement le receveur n’a aucune marge de manœuvre dans l’exercice de ses fonctions  mais il doit tenir une multitude de registres et sommiers et pas moins de 12 tables alphabétiques différentes qui se recoupent, le tout sous le contrôle permanent des vérificateurs et inspecteurs dont les opérations de contrôle sont étroitement détaillées. Ce n’est qu’après plusieurs années d’exercice de la fonction qu’ils accèdent à la conservation, profondément imprégnés de cette culture de l’ordre et de l’obéissance.

## Les directeurs généraux de l'enregistrement
- Charles Jacques Nicolas Duchâtel (1751 -1844)  - directeur général (20/9/1801 - 16 juillet 1815)
- François Marie Louis Barrairon (1746 - 1820)  directeur général (1815 à 1820), né à Gourdon (Lot), le 10 juin 1746 « de Jacques Barrairon, avocat en Parlement et de dame Elisabeth Vival » , mort à Château-Renault (Ardennes), le 5 décembre 1820, Surnuméraire de la ferme générale en 1765, il y déroule une carrière brillante il est sous-directeur de correspondance en 1778 puis directeur en 1780 lors de la création de l'administration générale des domaines et droits domaniaux.  A la création de  la Régie, il fait partie des premiers dirigeants en 1791. Il a alors 46 ans et devient un des quatre directeurs de correspondance. Toujours en poste quand Bonaparte prend le pouvoir en brumaire an VIII (début novembre 1799).Il est fait baron d'Empire. Il conserve son poste sous la Restauration, devenant directeur général de l'enregistrement et des domaines. au décès de Duchâtel Il est député du Lot de 1816 à 1820, siégeant au centre et soutenant les gouvernements. Il est créé comte le 11 octobre 1820 et meurt deux mois plus tard.
- Chistophe  de Chabrol de Crouzol (1771 - 1836)  - directeur général (1821- 1824), né à Riom (Puy-de-Dôme) le 16 novembre 1771 et mort au château de Chabanne à Paslières (Puy-de-Dôme) le 7 octobre 1836. Conseiller d'État sous le Consulat, il fut pair de France et ministre de la Marine sous Louis XVIII et Charles X, puis ministre des Finances de Charles X
- Jean-Baptiste Sylvère Gaye de Martignac  (1778 - 1832)- directeur général  (1824 - 1828), né le 20 juin 1778 à Bordeaux, décédé le 3 mars 1832 à Paris, fut un poète, goguettier, vaudevilliste, avocat et homme d'État français.En 1798 il fut secrétaire d'Emmanuel Joseph Sieyès puis, après avoir servi un temps dans l'armée, il se tourna vers la littérature et la chanson. Et deviendra membre du Cercle des chansonniers de Bordeaux et de la Société des Vaudevillistes de Bordeaux. Sous l'Empire, il déroule une carrière d'avocat à Bordeaux. En 1818 il est avocat général de la Cour royale puis procureur général à Limoges. Élu député de Marmande  en 1821. Nommé Conseiller d'État en 1822, Vicomte en 1824 et directeur général de l'enregistrement  par ordonnance du 4 août 1824. Nommé ministre de l'intérieur le 3 janvier 1828, il est remplacé à la tête de l'enregistrement par  Jean-Louis Calmon
- Pierre-Alpinien Bourdeau   (1770 - Rochechouart (Haute-Vienne) 1845 Limoges (Haute-Vienne) - directeur général (1828 - 1829) Il fut, pendant le premier Empire, un des premiers avocats de Limoges, dont il devint adjoint au maire à la première Restauration en raison ; il fut destitué pendant les Cent-jours, puis réintégré après le retour de Gand, et nommé procureur général à la cour de Limoges.Nommé par M. de Martignac (1828) directeur général de l'enregistrement et des domaines, et conseiller d'État en service extraordinaire. L'année suivante, il passa sous-secrétaire d'État à la Justice, puis ministre de la Justice, du 14 mai au 8 août 1829. Dans ce court passage au ministère, il déploya quelque sévérité contre la presse.Retraité comme ministre de la Justice, quatre jours seulement après sa sortie du ministère, il fut nommé premier président à Limoges et grand officier de la Légion d'honneur.
- Jean-Louis Calmon (1774 - 1857) directeur général  (4 juin 1829 - 1er avril 1830) puis 4 août 1830 - 1848).né à Carlucet (Lot) le 18 juillet 1774 et mort à Paris le 13 mars 1857, est un haut fonctionnaire et homme politique français. Fils de Guillaume Calmon (1737-1801) avocat et député à l'Assemblée législative en 1791, Jean-Louis Calmon fait de bonnes études et débute immédiatement, au sortir du collège, dans un emploi subalterne de l'atelier de fabrication des assignats. En l'an VI (1798), il entra dans la Régie l'enregistrement et des domaines, où il réussit fort bien et ne tarda pas à parvenir au rang d'inspecteur, puis d'administrateur. Sous la Restauration, Calmon fut maintenu en fonctions puis appelé au Conseil d'État et à la direction générale de l'enregistrement et des domaines. Démis de ses fonctions après la chute du gouvernement Martignac  il est rétabli  après la  Révolution de 1830. Il occupera ses fonctions jusqu'en 1848 et démissionne à la révolution de 1848. Il est à l'origine de tous les textes sur les recrutements des surnuméraires.et plus largement de tous les textes qui régiront l'accès aux différents grades, avancement, promotion, etc.
- Louis-Auguste-Antoine-Élysée de Suleau (1793 - 1871) - directeur général (2 avril-4 août 1830), Nommé par  de  Polignac, il n'occupera ce poste que quelques mois et en sera démis après la révolution de 1830. Après la Révolution de 1848 il est nommé préfet des Bouches du Rhône , puis sénateur en 1853. Il le restera jusqu'à la chute du second empire
- Louis Philippe Guillemardet-Lamarre (Autun1790 - Paris -1865) fils de Ferdinand Guillemardet, docteur en médecine avant 1789, député à la Convention et aux Cinq-Cents an IV, maire d’Autun, ambassadeur à Madrid an VI-VIII, préfet an IX-1807 et de Lazarette Lamarre. Commence sa carrière  dans l'administration des douanes, commis des douanes à Paris1809, La Rochelle 1811. Vérificateur  à Emden 1813. Receveur à Thionville 1814 puis  La Rochelle 1815, sous-inspecteur à Marans 1820,  Rochefort 1821, Douarnenez 1822, Mulhausen 1829., inspecteur sédentaire aux entrepôts de Toulouse, 1830. Inspecteur  de 2e classe à Guérande 1830,  Port-Louis 1831. Inspecteur des finances de 1re Classe 1831, directeur général de l’enregistrement 1848-1852. Secrétaire général du ministère des Finances 1852-1855.
- Alphonse Benoit Tournus (Paris 1794 - Paris 1869)  - directeur général (1852 - 1863) né à Paris
- Ernest Roy (Chaumont 1820 - Paris 1908)[18] - directeur général  (1863 -septembre puis février 1871 - Juillet 1874).  Fils de Césaire Roy, inspecteur de l'enregistrement, surnuméraire de l'enregistrement en 1839, Receveur en 1843 adjoint à l'inspection le 1er avril 1843, poursuit son ascension au sein de l'inspection générale des finances jusqu'en 1858, directeur général de l’enregistrement et des domaines en 1863. Durant le siège de Paris, il fit partie en tant que représentant du ministre des Finances de la délégation qui s’installa à Tours, puis à Bordeaux pour représenter le gouvernement.. En 1874, il est nommé Président de Chambre à la Cour des Comptes, poste qu’il occupera jusqu'en 1893. C’était aussi un homme d’une grande érudition, qui s’intéressa aux textes des XVe et XVIe siècles ainsi qu’à Christine de Pisan[19].
- Frédéric Eugène Levavasseur (1813 - 1890) directeur général (1874 -1879) - inspecteur des finances, né le 22 mars 1813 à Beauvais (Oise), décédé le 26 février 1890 à Paris (7e), fils de Louis Joseph Stanislas Levavasseur vérifi cateur (N), puis directeur de l’enregistrement et des domaines, puis conservateur des Hypothèques (s. d.) et de Marie Josèphe de Roucy. Receveur de l’enregistrement à Patay (Loiret) 1834, aux Pieux (Manche) 1835. Premier commis de l’enregistrement en Ariège 1836,dans l’Oise 1837. Vérificateur de l’enregistrement dans l’Oise 1842. Directeur de l’enregistrement des Ardennes 1852, de la Somme 1856. Administrateur de l’enregistrement 1864. Directeur général de l’enregistrement, 1874-1880. Conseiller d’État (s. e.) 1878-1879. Admis à la retraite 1880. Conseiller général de l’Oise 1846-1870.

- Félix Lecler (1814 - 1895) directeur général (1880 - novembre 1883)
- Ernest Boulanger (1831 - 1907) - directeur  général (novembre 1883-1886) Issu des rangs de administration de l'enregistrement; premier commis de la direction de la Meuse en 1831,  commis rédacteur au bureau central de l'administration en 1869
- Emile Tiphaigne (Caen 1830 - Caen 1913) directeur général (1886 - 1891)  fils d'un capitaine de navire, Surnuméraire de 1850 à 1853, Receveur 1853 -1857, Premier commis à la direction du Loiret 1857 -1861, Commis rédacteur  puis sous chef de bureau à la direction générale  1861 -1873, Sous chef  au Secrétariat Général du Ministère 1873 - 1877,  Chef de bureau puis sous directeur  au contrôle des administrations financières 1877 -1885, Chef du Service du contentieux et de l’Agence Judiciaire du ministère des finances 1885 - 1886, directeur général de l'enregistrement 1er novembre 1886
- Gustave- Jules Liotard-Vogt (1833 - Nîmes 1922) (directeur général  1892 -1896) Entré dans l'administration de l'enregistrement et des domaines en 1852, il est nommé receveur dans le Puy-de-Dôme en 1855, premier commis en 1856, vérificateur à Nîmes et Paris en 1863, sous-inspecteur à Paris en 1875, inspecteur au Puy-en-Velay et à Paris en 1877 et directeur à Privas et à Dijon en 1882.Il est administrateur à la direction générale de 1887 à 1891, puis directeur général de l'administration de l'enregistrement, des domaines et du timbre de 1891 à 1896.Il est nommé conseiller d'État en 1893..Passé à la Cour des comptes en 1896 comme conseiller maître, il est nommé procureur général près la Cour des comptes en 1901. Il en est nommé premier président honoraire en 1908.
- Fernand Faure, (Ribérac 1853 - Paris 1929), directeur général (1896 - 1901), fils d'un inspecteur des contributions directes, universitaire, docteur en droit et agrégé, il enseigne à Douai, de 1877 à 1880, puis à Bordeaux. Député de la Gironde de 1885 à 1889, il intervient fréquemment dans les discussions budgétaires. Battu en 1889, il reprend ses cours à Bordeaux. En 1893, il est nommé à la chaire de statistique à la faculté de Paris. De 1896 à 1901, il est directeur général de l'enregistrement, des domaines et du timbre, puis reprend sa chaire, tout en assurant la direction de la Revue Politique et Parlementaire. En 1914, il dirige le secrétariat économique et devient chef de cabinet de Paul Painlevé en 1917. Malgré de nombreuses candidatures, il ne retrouve un mandat parlementaire qu'en 1924, en étant élu sénateur de la Gironde. Il meurt en 1929, en cours de mandat.
- Marcel Fournier (Bordeaux 1856 -  Paris 1907), (directeur général , 1902 - 1906), Élève de l'École nationale des chartes, il obtient le diplôme d'archiviste paléographe en 1881 grâce à une thèse intitulée De l'affranchissement et de la condition des affranchis dans la Gaule franque. Il obtient ensuite un doctorat en droit. Il est le fondateur de la Revue politique et parlementaire., secrétaire général du Grand Cercle Républicain fondé par Waldeck Rousseau, il abandonne la direction de la Revue politique et parlementaire en 1902 pour prendre la tête de la direction générale de l'enregistrement. Malade , il doit démissionner en 1906  et décède l'année suivante à l'âge de 50 ans.
- François Louis Cappatti (Trinité-Victor 1845 - Paris 1906), (directeur général 24 janvier - 1er décembre 1906). A fait toute sa carrière au sein de l'administration de l'enregistrement. receveur à St Sauveur (Alpes-Maritimes), Tonnay-Boutonne (Charente-Maritime) , Saint-Sernin (Aveyron), Vence (Alpes-Maritimes) entre 1867 et  1871, vérificateur puis inspecteur à Nice de 1873 à 1889, directeur à Marseille puis Nice entre 1889 et 1903,  directeur général 24 janvier 1906, il aura eu en tant que directeur général à gérer le délicat dossier des inventaires sui à la loi de séparation de l'église et de l'état.  Malade, il doit démissionner début décembre de la même année et décède le 21 décembre suivant.
- Marcel Delanney  (Le  Mans 1863 - Paris 1944) (directeur général  1/12/1906 au 1/4/1907) Rédacteur au ministère de l'intérieur en  1889, y poursuit sa carrière jusqu'en 1898, secrétaire général du gouvernement de l'Algérie en 1899, Préfet de l'Ariège en 1900 , de la Sarthe  en 1902, de la Corse en 1904, de la Haute Vienne  en 1905. Nommé directeur général de l'enregistrement en 1906, n'occupera cette fonction que quelques mois. Cette nomination appelle de la part des rédacteurs des  Annales de l'enregistrement , qui au passage écorchent son nom, ce commentaire désabusé « notre service entre ainsi dans une ère administrative - sous aspect domanial - celle des séquestres »[20] Après un passage à la tête de la direction des douanes de 1907 à 1911, poursuivra sa carrière dans la préfectorale, préfet de la Seine  entre 1911 et 1918, Ambassadeur de France au Japon en 1918.
- Pierre Maraud (Port Sainte Marie (Lot-et-Garonne)  1861 - Paris 1958), (directeur général, 1907 -1912) Attaché de préfecture en 1879, il développe une carrière dans l'administration préfectorale jusqu'en  1907, alors préfet de la Loire Inférieure  il est nommé directeur général de l'enregistrement  le 1er juin et Conseiller d'État le 12 avril de l'année suivante. iI quitte ces fonctions en avril 1912 et est nommé commissaire général de l'exposition universelle de Gand, puis directeur général du service des pensions au ministère de la Guerre en 1916. Élu pour la première fois au Sénat en 1920,  Aristide Briand lui confie le 16 janvier 1921 le ministère de l'Intérieur, portefeuille qu'il conserva pendant un an moins un jour. Ministre de l'instruction publique et des beaux-arts à quatre reprises  du 11 novembre 1928 au 21 février 1930 et du 2 mars au 13 décembre 1930 dans les cabinets ministériels de Poincarré, Briand et Tardieu. Son échec aux élections sénatoriales de 1933, face à André Fallieres, fils de l'ancien président, met fin à sa carrière politique.
- Maurice Deligne  (Clary (Nord) 1861 - Paris 1939), (directeur général avril 1912 -  1/10/1926) après avoir accompli un stage comme avocat, il entra dans la magistrature, à laquelle il devait appartenir durant plus de vingt ans. Appelé le 14 janvier 1908 au ministère de la Justice par Aristide Briand, alors Garde des sceaux, qui lui confia les fonctions de directeur de son cabinet, Maurice Deligne fut ensuite nommé directeur du personnel du ministère de la Justice le 9 mai 1908, directeur des affaires criminelles et des grâces le 29 juillet 1909, directeur des affaires civiles et du sceau le 24 mai 1910. Il occupa ainsi successivement tous les postes de directeur de ce ministère, avant d'être promu conseiller d'État en service extraordinaire le 24 mai 1910. Nommé directeur général de l'enregistrement, des domaines et du timbre au ministère des Finances le 12 avril 1912. retraité en 1926. Député de Cambrai en 1928, sous-secrétaire d'État à la Marine  en 1929 dans le premier cabinet Tardieu, président du groupe de la Gauche Radicale à l'assemblée jusqu'en 1931, date à laquelle il devient  en 1931 ministre des Travaux publics dans les différents cabinet de Pierre Laval. il se retire de la vie publique en 1936 et meurt en 1939 .
- Marcel  Borduge (directeur général 1/10/1926 - Juillet 1931)
- Georges Marie Trochon  (directeur général  juillet 1931 - 5/10 1936)
- Georges Pelegry  (directeur général octobre 1936- février 1940), conseiller maître à la Cour des comptes au moment de sa nomination, est issu de la direction de l'enregistrement dont il prend la tête en 1936
- Adéodat Louis Boissard (Lille (Nord) 1901 - Paris 1976) , (directeur général 10/2/1940- 10/8/1943 puis, mai 1945 février 1946)
- Vincent Claude Guinard (Cusset (Allier) 1882, Paris -1968)  (directeur par intérim août 1943 - mai 1945), fils d'un agriculteur de l'Allier, rédacteur à la direction générale en 1918, chef de Bureau en 1926,  administrateur de l'enregistrement, nommé conseiller maître à la Cour des Comptes  par décret du 15 avril 1943
- Gustave Rampon (1897-) (directeur général  février 1946)